# 东岭站
东岭站（福州話：/tøyŋ˥˧ liaŋ˧˧/）位于中华人民共和国福建省福州市仓山区盘屿路与东岭路交叉口地下，是福州地铁5号线的地铁车站，远期预留与7号线换乘，5号线部分于2022年4月29日投入使用。

## 车站结构
东岭站位于盘屿路下方，呈南北向布置。车站为地下两层标准车站，长达485米，站后设有存车线。
因车站邻近福州海峡奥林匹克体育中心，因此站内满是奥运元素。车站立柱上有重组多彩奥运五环，天花板上亦设有运动浮雕。
| 地面层   | 出入口                               |  | 出入口                       |
| 地下一层 | 站厅                                 |  | 票务服务、自动售票机         |
| 地下二层 | 1                                    |  | 5号线 往荆溪厚屿（霞镜）     |
| 地下二层 | 岛式站台，列车运行方向左侧的车门开启 |  |                              |
| 地下二层 | 2                                    |  | 5号线 往福州火车南站（台屿） |

### 出入口与周边
东岭站目前开放4个出入口，无障碍电梯、卫生间与母婴室均位于A出入口。
| 东岭站出入口信息            | 东岭站出入口信息 | 东岭站出入口信息 | 东岭站出入口信息                               |
| --------------------------- | ---------------- | ---------------- | ---------------------------------------------- |
|                             |                  |                  |                                                |
| 编号                        | 设施             | 位置             | 接驳交通                                       |
| 出口 · A                    |                  | 车站东北口       | 东岭横龙直巷、正境寺                           |
| 出口 · B                    |                  | 车站西北口       | 东岭盘屿路口、正境寺、东岭地铁站、东岭横龙直巷 |
| 出口 · C                    |                  | 车站西南1口      | 东岭地铁站、东岭盘屿路口                       |
| 出口 · D                    |                  | 车站西南2口      | 东岭地铁站                                     |
| 注： 设有电梯 \| 设有卫生间 |                  |                  |                                                |

## 争议
- 有市民在福州市12345便民（惠企）服务平台咨询关于《地铁5号线东岭站出入口布局规划严重不合理》的问题，表示车站并未设置东南向出入口，却在西南向却设置了两个出入口，此举对位于车站东南角住宅区居民的出行造成不便。对此，地铁公司回应称，地铁出入口设置需综合考虑消防疏散距离、征地拆迁、工程实施难度、工程造价及方便市民乘车等因素，东岭站分别于东北角、西北角设置了出入口；同时，因安全疏散距离的要求在西南角增设了一个出入口（即现今D出入口）。由于车站东南角存在加油站，无法满足相关规范中关于加油站与地铁出入口安全距离的要求，故并未设置出入口。[3]

## 历史
- 2016年7月20日，于福州市轨道交通5号线一期工程环境影响评价第一次公示中提及设凤山路站。[4]
- 2018年3月20日，东岭站一期围挡施工开始。[5]
- 2020年4月22日，东岭站主体结构封顶。[2]
- 2022年4月24日，东岭站开放为期三天的免费试乘。[6]
- 2022年4月29日，东岭站启用。[7]